# Jean Luciano
Jean Luciano Durango (ur. 2 stycznia 1921 w Nicei, zm. 7 lipca 1997) – piłkarz francuski grający na pozycji pomocnika. W swojej karierze rozegrał 4 mecze w reprezentacji Francji, w których strzelił 1 gola.

## Kariera klubowa
Swoją karierę piłkarską Luciano rozpoczął w Nicei, w klubie OGC Nice. Zadebiutował w jego barwach w 1936 roku. W Nice grał do 1945 roku. Wtedy też odszedł do paryskiego Stade Français. Grał w nim w latach 1945–1947. W sezonie 1947/1948 był zawodnikiem CO Roubaix-Tourcoing, a w latach 1948–1950 – ponownie OGC Nice.
W 1950 roku Luciano wyjechał do Hiszpanii i został zawodnikiem Realu Madryt. W Primera División zadebiutował 1 października 1950 w wygranym 3:2 domowym meczu z Valencią. W Realu grał przez rok.
W 1951 roku Luciano został piłkarzem innego hiszpańskiego pierwszoligowca, UD Las Palmas. Swój debiut w nim zanotował 16 grudnia 1951 w meczu z Realem Saragossa (0:6). W 1952 roku spadł z Las Palmas do Segunda División i grał w niej w sezonie 1952/1953.
W 1953 roku Luciano wrócił do Francji i do końca swojej kariery, czyli do 1955 roku, grał w klubie AS Aixoise.

## Kariera reprezentacyjna
W reprezentacji Francji Luciano zadebiutował 30 października 1949 roku w zremisowanym 1:1 meczu eliminacji do MŚ 1950 z Jugosławią. Od 1949 do 1950 roku rozegrał w kadrze narodowej 4 mecze i zdobył w nich 1 bramkę.
| Mecze i gole w reprezentacji | Mecze i gole w reprezentacji | Mecze i gole w reprezentacji | Mecze i gole w reprezentacji | Mecze i gole w reprezentacji | Mecze i gole w reprezentacji | Mecze i gole w reprezentacji |
| #                            | Data                         | Stadion                      | Rywal                        | Wynik                        | Gol                          | Rozgrywki                    |
| 1949                         | 1949                         | 1949                         | 1949                         | 1949                         | 1949                         | 1949                         |
| ---------------------------- | ---------------------------- | ---------------------------- | ---------------------------- | ---------------------------- | ---------------------------- | ---------------------------- |
| 1.                           | 30.10.1949                   | Paryż, Francja               | Jugosławia                   | 1:1                          | 0                            | el. MŚ 1950                  |
| 2.                           | 13.11.1949                   | Paryż, Francja               | Czechosłowacja               | 1:0                          | 0                            | towarzyski                   |
| 3.                           | 11.12.1949                   | Florencja, Włochy            | Jugosławia                   | 2:3                          | 1                            | el. MŚ 1950                  |
| 1950                         |                              |                              |                              |                              |                              |                              |
| 4.                           | 04.06.1950                   | Bruksela, Belgia             | Belgia                       | 1:4                          | 0                            | towarzyski                   |

## Kariera trenerska
Po zakończeniu kariery piłkarskiej Luciano został trenerem. Prowadził takie kluby jak: OGC Nice, Lausanne Sports, Sporting CP, Vitória SC, Sporting Toulon Var, AS Monaco i Gazélec Ajaccio. Jedynym jego większym sukcesem w karierze trenerskiej było wywalczenie mistrzostwa Francji z Nice w 1959 roku.